# Thymoites mirus
Thymoites mirus là một loài nhện trong họ Theridiidae.
Loài này thuộc chi Thymoites. Thymoites mirus được Herbert Walter Levi miêu tả năm 1964.